# Григорьевское (Тверская область)
Григорьевское — деревня в Кимрском районе Тверской области. Входит в состав Устиновского сельского поселения.

## География
Находится в юго-восточной части Тверской области на расстоянии приблизительно 20 км на север-северо-запад по прямой от районного центра города Кимры на правом берегу реки Малая Пудица.

## История
Известна была с 1628 года как деревня из 3 дворов, владение Матвея Ивановича Баркова. В 1780-х годах здесь уже 13 дворов, в 1806 — 8. В 1859 году здесь (деревня Корчевского уезда Тверской губернии) было учтено 5 дворов, в 1887 — 10.

## Население
Численность населения: 68 человек (1780-е годы), 47 (1806), 39 (1859 год), 51 (1887), 4 (русские 100 %) 2002 году, 1 в 2010.